# Ludvík Svoboda
Ludvík Svoboda (svóboda), češki politik, državnik in general, * 25. november 1895, Hroznatín, Moravska, † 20. september 1979, Praga.
Po končani vojaški šoli (1915) je bil poslan na fronto. Med vojno je bil zajet, prestopil je na rusko stran, v češkoslovaško legijo. Od leta 1920 je služboval v češkoslovaški vojski. Takoj po nacistični okupaciji 1938 se je priključil ilegalnemu gibanju na Moravskem. Leta 1939 je odšel na Poljsko, nato v Sovjetsko zvezo, kjer je organiziral prvi českoslovaški bataljon, pozneje korpus. Z njim je sodeloval pri osvoboditvi Češkoslovaške. V letih 1945−1950 je bil minister za ljudsko obrambo in 1949-1952 član CK KP Češkoslovaške; potem odstavljen in preganjan. Leta 1955 je postal načelnik vojaške akademije in od 1968 ponovno član CK KP Češkoslovaške. Je heroj Jugoslavije, Češkoslovaške in Sovjetske zveze. V aprilu 1968 je bil (po odstopu Antonina Novotnyja) in ponovno 1973 je bil izvoljen za predsednika Češkoslovaške. Leta 1975 je zaradi bolezni odstopil s položaja predsednika republike, nasledil pa ga je Gustáv Husák, tedanji generalni sekretar CK Komunistične stranke Češkoslavaške.